# Contrôle général des dépenses
Le Contrôle général des dépenses, abrégé CGD, est un service institutionnel monégasque agissant auprès et sous la responsabilité du ministère d'État.

## Histoire
Le service de Contrôle général des dépenses est institué par l'ordonnance souveraine du 24 mars 1959.

## Objectif
Le Contrôleur a pour attributions :
- le contrôle de l'engagement, de l'ordonnancement et du paiement des dépenses publiques ;
- le contrôle des recettes publiques ;
- le contrôle de la clôture des comptes budgétaires ;
- le contrôle du placement des fonds publics et des opérations de trésorerie.

Il formule, en outre, un avis motivé sur tout projet de loi, d'ordonnance ou d'arrêté, tout projet de concession ou de contrat et d'une manière générale, sur toute mesure pouvant avoir une répercussion financière.